# Semotrachia illbilleeana
Semotrachia illbilleeana är en snäckart som beskrevs av Alan Solem 1993. Semotrachia illbilleeana ingår i släktet Semotrachia och familjen Camaenidae. Inga underarter finns listade i Catalogue of Life.